# Rikako Sasaki
Rikako Sasaki (佐々木莉佳子, Sasaki Rikako, née le 28 mai 2001 à Kesennuma dans la préfecture de Miyagi, au Japon) est une chanteuse et idole japonaise du Hello! Project, membre depuis 2014 du groupe de J-pop Angerme (alias S/mileage).

## Biographie
Après avoir subi le séisme de la côte Pacifique du Tōhoku qui détruisit la maison et l'entreprise familiales, Rikako Sasaki débute en 2011 à 10 ans au sein du groupe d'idols SCK GIRLS (ja) créé pour supporter la population locale. Elle le quitte le 31 mars 2013 lorsque sa famille s'installe à Tokyo. Elle se présente alors à une audition pour tenter de rejoindre le groupe Morning Musume ; elle n'est pas sélectionnée, mais est repérée par le producteur Tsunku qui l'intègre aux élèves du Hello! Pro Kenshūsei.
Le 4 octobre 2014, elle est présentée comme nouvelle membre de la troisième génération de S/mileage, aux côtés de Mizuki Murota et Maho Aikawa, et est donc transférée du Hello! Pro Kenshūsei au Hello! Project. Elle sort en 2015 ses premiers disques avec le groupe, qui a été renommé Angerme fin 2014. Elle sort son premier photobook en solo en juillet 2015.

## Discographie

### Avec Angerme
Singles
- 4 février 2015 : Taikibansei / Otome no Gyakushuu
- 22 juillet 2015 : Nanakorobi Yaoki / Gashinshoutan / Mahoutsukai Sally
- 11 novembre 2015 : Desugita Kui wa Utarenai / Dondengaeshi / Watashi
- 27 avril 2016 : Tsugitsugi Zokuzoku / Itoshima Distance / Koi Nara Tokku ni Hajimatteru
- 19 octobre 2016 : Umaku Ienai / Ai no Tame Kyou Made Shinkashite Kita Ningen, Ai no Tame Subete Taikashita Ningen / Wasurete Ageru
- 21 juin 2017 : Ai Sae Areba Nanni mo Iranai / Namida Iro no Ketsui / Majokko Megu-chan
- 13 décembre 2017 : Manner Mode / Kisokutadashiku Utsukushiku / Kimi Dake ja nai sa...friends (DVD single)
- 9 mai 2018 : Nakenai ze・・・Kyoukan Sagi / Uraha=Lover / Kimi Dake ja nai sa...friends (2018 Acoustic Ver.)
- 31 octobre 2018 : Tade Kuu Mushi mo Like it! / 46okunen LOVE
- 10 avril 2019 : Koi wa Accha Accha / Yumemita Fifteen
- 20 novembre 2019 : Watashi wo Tsukuru no wa Watashi / Zenzen Okiagarenai SUNDAY
- 26 août 2020 : Kagiriaru Moment / Mirror Mirror
- 12 juin 2021 : Hakkiri Shiyou ze / Oyogenai Mermaid / Aisare Route A or B?
- 11 mai 2022 : Ai・Mashou / Hade ni Yacchai na! / Aisubeki Beki Human Life
- 19 octobre 2022 : Kuyashii wa / Piece of Peace ~Shiawase no Puzzle~
- 14 juin 2023 : Ai no Kedamono / Dousousei
- 13 décembre 2023 : RED LINE / Life is Beautiful!
- 12 juin 2024 : Bibitaru Ichigeki / Uwasa no Narushii / THANK YOU, HELLO GOOD BYE

Albums
- 25 novembre 2015 : S/mileage / Angerme Selection Album "Taiki Bansei"
- 15 mai 2019 : Rinnetenshou ~ANGERME Past, Present & Future~
- 22 mars 2023 : BIG LOVE

## Activités diverses
Théatre
- 2014 : Bokutachi Karen na Shônen Gasshôdan
- 2014 : LILIUM -Lilium Shôo Junketsu Kageki-

DVD
- Février 2015 : Greeting ~Sasaki Rikako~

Photobook
- 20 juillet 2015 : RIKAKO

## Liens
- (ja) Fiche officielle avec Angerme